# Casa Amarela
A Casa Amarela é provavelmente o edifício mais antigo de Maputo, capital de Moçambique. Atualmente ela alberga o Museu Nacional da Moeda, administrado pela Universidade Eduardo Mondlane.
Construída em 1787, foi das primeiras edificações em pedra-e-cal a existirem na feitoria de Lourenço Marques. Quando a região circundante passou a ser governada por um Governador de Distrito, já na segunda metade do século XIX, este edifício passou a ser a sua residência oficial e, mais tarde, a albergar ainda a secretaria do governo e a repartição de fazenda.
A Casa Amarela é um edifício de um único piso, em forma de L, com um pátio interior. Não possui telhado e tem as paredes exteriores, pintadas de ocre, rasgadas por grandes janelas que chegam quase ao chão.

## O Museu Nacional da Moeda
O Museu da Moeda de Moçambique possui um acervo de material que retrata a história, não só do país, como da região, desde há vários séculos. Aqui se encontram os búzios ou cauris e as aspas de ferro que serviram de moeda durante o tempo dos impérios bantus, como o dos Mwenemutapas. E pode igualmente ver-se o antepassado da atual moeda de Moçambique - o Metical - que era um ráquis de pena de pato cheia de pó de ouro.
Para além destas "moedas" antigas, encontram-se também as libras emitidas pelo Banco da Beira, associado à Companhia de Moçambique, as notas e moedas usadas durante o período colonial, pode apreciar-se a "evolução" (leia-se depreciação) da moeda nacional e ainda coleções de moedas de vários países de todo o mundo.